# محمد نواه عمر
محمد نواه عمر (بالملايوية: Mohamad Noah Omar)‏ هو سياسي ماليزي، ولد في 13 أغسطس 1898، وتوفي في 6 سبتمبر 1991. انتخب عضو ديوان الرعية ‏ وانتخب Speaker of the Dewan Rakyat ‏ (1 سبتمبر 1959 – 29 فبراير 1964).